# Athing Mu
Athing Mu (Trenton, 8 de junio de 2002) es una deportista estadounidense que compite en atletismo, especialista en las carreras de mediofondo. Su familia es de origen sudanés.
Participó en los Juegos Olímpicos de Tokio 2020, obteniendo dos medallas de oro, en 800 m y 4 × 400 m. Ganó dos medallas en el Campeonato Mundial de Atletismo, en los años 2022 y 2023, ambas en la prueba de 800 m.

## Palmarés internacional
| Juegos Olímpicos   | Juegos Olímpicos        | Juegos Olímpicos  | Juegos Olímpicos |
| Año                | Lugar                   | Medalla           | Prueba           |
| ------------------ | ----------------------- | ----------------- | ---------------- |
| 2020               | Tokio (Japón)           | Medalla de oro    | 800 m            |
| 2020               | Tokio (Japón)           | Medalla de oro    | 4 × 400 m        |
| Campeonato Mundial |                         |                   |                  |
| Año                | Lugar                   | Medalla           | Prueba           |
| 2022               | Eugene (Estados Unidos) | Medalla de oro    | 800 m            |
| 2023               | Budapest (Hungría)      | Medalla de bronce | 800 m            |